# Сато Сьома (плавець)
Сато Сьома (8 лютого 2001) — японський плавець.
Учасник Олімпійських Ігор 2020 року.
Призер Чемпіонату світу з плавання серед юніорів 2019 року.